# Terminativ
Der Terminativ ist ein Lokal-Kasus. Er bezeichnet die Bewegung zu einem Ziel (Terminus).

## Im Sumerischen
In der Sumerologie hat sich der Begriff für einen Kasus eingebürgert, der auch oft die Richtung zu einem Ziel angibt.
Beispiel:
| ki-bi-še                        | baninĝar              |
| Ort-sein-Terminativ             | er stellte es dorthin |
| „er stellte es an seinen Platz“ |                       |

## Im Finnougrischen
Der Terminativ kommt auch in einigen finno-ugrischen Sprachen vor. Er kann im Deutschen mit der Präposition bis wiedergegeben werden.

### Im Ungarischen
Im Ungarischen endet der Terminativ auf -ig; z. B. házig „bis zum Haus“.
Das Suffix -ig drückt auch eine zeitliche Terminierung aus; z. B. keddig „bis Dienstag“.
Man beachte, dass dieses Suffix nicht mit Personalpronomen verwendet werden kann („bis zu mir“).
Demonstrativpronomen erhalten ein dd : ez + -ig → eddig und az + -ig → addig.
Das zugehörige Fragewort („bis wohin ?“ oder „bis wann ?“) lautet meddig.

### Im Estnischen
Im Estnischen endet der Terminativ auf -ni bzw. im Plural auf -teni oder -deni; z. B. piirini „bis zur Grenze“, majani „bis zum Haus“, majadeni „bis zu den Häusern“. Der Terminativ kann im Estnischen auch temporal verwendet werden, z. B. teisipäevani „bis Dienstag“, nägemiseni „auf Wiedersehen“ („bis zum Wiedersehen“).

## In mongolischen Sprachen
Im Kalmückischen hat sich der Terminativ mit der Endung -ča oder -če erhalten; z. B. χōlāčā „bis zum Hals“. Er kommt heute nur noch selten vor.

## Im Baskischen
Im Baskischen hat der Terminativ die Endungen -raino (inanimat) und -a(ren)ganaino (animat) im Singular, sowie -etaraino und -enganaino im Plural; z. B. mugaraino „bis zur Grenze“, niganaino „bis zu mir“. Der Terminativ kann im Baskischen nur lokal, nicht temporal verwendet werden.

## Im Tibetischen
Im Tibetischen gehört der Terminativ zum 8-gliedrigen Kasussystem. Er hat folgende Endungen: -ru, -su, -tu, -du, -r.